# Glaciar Zotikov
El glaciar Zotikov (85°2′S 169°15′O / -85.033, -169.250) es un glaciar tributario que mide 13 km de largo, en la Antártida.
El glaciar fluye en dirección noreste desde el monte Fisher en las montañas Príncipe Olav y entra en el glaciar Liv justo al este del pico Hardiman. Fue nombrado por el Comité Consultivo sobre Nomenclatura Antártica (US-ACAN) en honor a Igor A. Zotikov, un científico de intercambio soviético en el Programa Antártico de los Estados Unidos (USARP) en la base McMurdo en 1965.